# Alighiero Tondi
Alighiero Tondi (* 27. Mai 1908 in Rom; † 25. September 1984 in  Reggio Emilia) war ein katholischer Theologe. Er erlangte Bekanntheit dadurch, dass er sich vom gläubigen Jesuiten zum bekannten Glaubensskeptiker wandelte.

## Leben
Tondi wurde 28-jährig Mitglied der Jesuiten. Später war er als Dozent für Philosophie und Theologie an der Gregoriana tätig und lehrte religiöse Wissenschaften. Im April 1952 trat er nach 16 Jahren aus dem Jesuitenorden aus, verließ die Katholische Kirche und wurde Mitglied des Politbüros der Kommunistischen Partei Italiens. In den Jahren 1957–1962 war er an der Humboldt-Universität in Ost-Berlin, danach wieder in Rom tätig. Je mehr Wissen Tondi aufgrund seines guten Zugangs zum Katholizismus sammelte, desto mehr nährte dies die Zweifel an dieser Religion. Er gelangte zu der Auffassung, dass es das Bestreben der Wohlhabenden ist, die Armen davon zu überzeugen, dass es keinen Ausweg aus ihrem Leidensweg gibt, weil dies Gottes Wille sei. Religion nutzt somit einzig dem Machterhalt der Wohlhabenden. Tondi wurde so zum Anhänger des Kommunismus und des Rationalismus. Vom Kommunismus wandte er sich später jedoch ab.
In den 70er Jahren kehrte Tondi gemeinsam mit seiner früher ebenfalls kommunistischen Frau in den Schoß der katholischen Kirche zurück. Nach dem Tod seiner Frau fungierte er auch wieder als Priester; das geplante Buch, mit dem er seine kirchenkritischen Publikationen der 50er Jahre wiedergutmachen wollte, ist durch seinen Tod nicht mehr erschienen.

## Werk (Auswahl)
- Vatikan und Neofaschismus (1959)
- Die geheime Macht der Jesuiten (1960)
- Die Jesuiten (1961)

## Sekundärliteratur
- Giacomo Martina, Storia della Compagnia di Gesù in Italia (1814–1983) (2003)
- Ernesto Balducci: Diari : 1945–1978. in: Storia, 37., Morcelliana, Brescia, 2009, S. 363.